# What the Fuck Is Wrong with You People?
What The Fuck Is Wrong With You People? — альбом норвежской Aggrotech группы Combichrist, вышедший в 2007 году. 2CD digipack edition включает в себя бонус диск с дополнительными треками похожего стиля, идущими друг за другом без перерывов. Энди Ла Плагуа поддержит выход диска мировым туром.

## Песни
- LaPlegua поёт строку Are You Connected в песне группы Icon of Coil «Wiretrip».
- «Get Your Body Beat» на этом альбоме отличается от версии сингла, хотя в сингле она называется album version.
- «All Your Bass Belongs To Us» игра слов на известную фразу на ломанном английском All Your Base Are Belong To Us.
- «HAL 9000» назван в честь вымышленного компьютера из цикла Космическая Одиссея Артура Кларка.
- «Jack Torrance» назван в честь одного из героев книги Сияние (Shining) американского писателя Стивена Кинга.

## Список композиций на CD1
1. «Five AM Afterparty» — 0:55
2. «What The Fuck Is Wrong With You?» — 5:00
3. «Electrohead» — 6:00
4. «Adult Content» — 5:51
5. «Fuck That Shit» — 5:51
6. «Brain Bypass» — 8:30
7. «Get Your Body Beat» — 4:49
8. «Deathbed» — 5:59
9. «In The Pit» — 4:38
10. «Shut Up And Swallow» — 5:46
11. «Red» — 4:18
12. «Are You Connected» — 5:39
13. «Give Head If You Got It» — 4:43
14. «All Your Bass Belongs To Us» — 4:44

## Список композиций на CD2 (Digipack edition)
1. «God Warrior» — 4:50
2. «Dead Again» — 4:37
3. «Verdammt» — 6:15
4. «AM» — 3:24
5. «Dawn Of Man» — 5:44
6. «Jack Torrance» — 4:15
7. «Another Corpse Under My Bed» — 5:28
8. «Body: Part» — 5:27
9. «HAL 9000» — 5:42
10. «Shut Up And Bleed (feat. Waste)» — 4:45

## Версии
- 2007 What The Fuck Is Wrong With You People? (Out of Line / Metropolis Records)
- 2007 What The Fuck Is Wrong With You People? 2-Disc Digipack (Out of Line)